# Tubercolosi tonsillare

## Descrizione
Le cripte tonsillari e la mucosa esofagea, anche per via dell'accumulo dei materiale estraneo, rappresentano una delle porte d'ingresso del micobatterio all'interno di un organismo.
I micobatteri, una volta avvenuta l'infezione primaria o primitiva generano ipertrofia e iperemia tonsillare con ricorrenti ulcere con necrosi caseosa tendenti alla cicatrizzazione spontanea. Si denota una linfoadenopatia o anche linfoadenomegalia cervicale satellite. I linfonodi presentano evidente periadenite e possono presentare carattere di agglomerazione o microcalcificazioni interne.

## Sintomi
Dolore o fastidio ricorrente. 
Possono anche insogere debolezza, inappetenza, febbricola, senso puntore.

## Tipologie
Si distinguono tre forme differenti per le differenti lesioni, decorso e concomitanza e segni.